# 姆拉登·伊萬尼奇
姆拉登·伊萬尼奇（1958年9月16日—）是波士尼亞赫塞哥維納的一位塞爾維亞人政治家。在2014年11月17日至2015年7月17日期間，他曾經擔任波斯尼亚和黑塞哥维那主席团主席職務。